# Gare de Boutigny
Gare de Boutigny vasútállomás és RER állomás Franciaországban, 
- Boutigny
- Boutigny-sur-Essonne

 településen.

## Vasútvonalak
Az állomást az alábbi vasútvonalak érintik:
- Villeneuve-Saint-Georges-Montargis-vasútvonal

## Kapcsolódó állomások
A vasútállomáshoz az alábbi állomások vannak a legközelebb:
- Gare de La Ferté-Alais (Gare de Creil, D RER-vonal)
- Gare de Maisse (Gare de Malesherbes, D RER-vonal)

## Lásd még
- Franciaország vasútállomásainak listája
- A RER állomásainak listája